# Buhta Avrora
Die Buhta Avrora (englische Transkription von russisch Бухта Аврора Buchta Awrora, deutsch ‚Aurorabucht‘) ist eine Bucht an der Küste des ostantarktischen Königin-Marie-Lands.
Russische Wissenschaftler nahmen die Benennung vor.